# 互生叶荛花
互生叶荛花（学名：Wikstroemia alternifolia）是瑞香科堯花屬的植物。分布在中国大陆的甘肃、四川北部等地，生長于海拔2500公尺以下，多生长于山坡。